# The Sacrament (singolo)
The Sacrament è un singolo del gruppo musicale finlandese HIM, pubblicato nel 2003 ed estratto dall'album Love Metal.

## Tracce
Versione Standard (Finlandia)

Tutte le tracce sono state scritte da Ville Valo.

1. The Sacrament (radio edit) – 3:30
2. Buried Alive By Love (live) – 4:58
3. The Sacrament (acoustic version) – 3:08

## Video
Il videoclip della canzone è stato diretto da Bam Margera.